# Amphoe Kamalasai
Amphoe Kamalasai (Thai: อำเภอ กมลาไสย) ist ein Landkreis (Amphoe – Verwaltungs-Distrikt) im Süden der Provinz Kalasin. Die Provinz Kalasin liegt in der Nordostregion von Thailand, dem so genannten Isan.

## Geographie
Die Nachbarbezirke sind im Uhrzeigersinn von Westen startend: die Amphoe Khong Chai, Mueang Kalasin und Don Chan in der Provinz Kalasin, Amphoe Pho Chai der Provinz Roi Et, Amphoe Rong Kham wiederum in Kalasin sowie Amphoe Changhan wieder in der Provinz Roi Et.

## Sehenswürdigkeiten
- Mueang Fa Daet (vollständiger Name Mueang Fa Daet Song Yang, เมืองฟ้าแดดสงยาง) – Ausgrabungsstätte einer über 1000 Jahre alten Stadt aus der Dvaravati-Periode etwa 19 Kilometer südöstlich von der Stadt Kalasin.

## Verwaltung

### Provinzverwaltung
Der Landkreis Kamalasai ist in acht Tambon („Unterbezirke“ oder „Gemeinden“) eingeteilt, die sich weiter in 110 Muban („Dörfer“) unterteilen.
| Nr.  | Name        | Thai     | Muban | Einw.  |
| ---- | ----------- | -------- | ----- | ------ |
| 01.  | Kamalasai   | กมลาไสย  | 18    | 11.416 |
| 02.  | Lak Mueang  | หลักเมือง  | 14    | 09.861 |
| 03.  | Phon Ngam   | โพนงาม   | 13    | 07.847 |
| 04.  | Dong Ling   | ดงลิง     | 17    | 10.498 |
| 05.  | Thanya      | ธัญญา     | 14    | 09.688 |
| 08.  | Nong Paen   | หนองแปน  | 09    | 06.907 |
| 010. | Chao Tha    | เจ้าท่า    | 16    | 08.358 |
| 011. | Khok Sombun | โคกสมบูรณ์ | 09    | 05.369 |

Hinweis: Die fehlenden Nummern (Geocodes) beziehen sich auf die Tambon, die heute zum Amphoe Khong Chai gehören.

### Lokalverwaltung
Es gibt fünf Kommunen mit „Kleinstadt“-Status (Thesaban Tambon) im Landkreis:
- Lak Mueang (Thai: เทศบาลตำบลหลักเมือง) besteht aus Teilen des Tambon Lak Mueang.
- Dong Ling (Thai: เทศบาลตำบลดงลิง) besteht aus dem ganzen Tambon Dong Ling.
- Kamalasai (Thai: เทศบาลตำบลกมลาไสย) besteht aus Teilen des Tambon Kamalasai und den übrigen Teilen des Tambon Lak Mueang.
- Thanya (Thai: เทศบาลตำบลธัญญา) besteht aus Teilen des Tambon Thanya.
- Nong Paen (Thai: เทศบาลตำบลหนองแปน) besteht aus dem ganzen Tambon Nong Paen.

Außerdem gibt es fünf „Tambon-Verwaltungsorganisationen“ (องค์การบริหารส่วนตำบล – Tambon Administrative Organizations, TAO):
- Kamalasai (Thai: องค์การบริหารส่วนตำบลกมลาไสย)
- Phon Ngam (Thai: องค์การบริหารส่วนตำบลโพนงาม)
- Thanya (Thai: องค์การบริหารส่วนตำบลธัญญา)
- Chao Tha (Thai: องค์การบริหารส่วนตำบลเจ้าท่า)
- Khok Sombun (Thai: องค์การบริหารส่วนตำบลโคกสมบูรณ์)